# 입체 효과

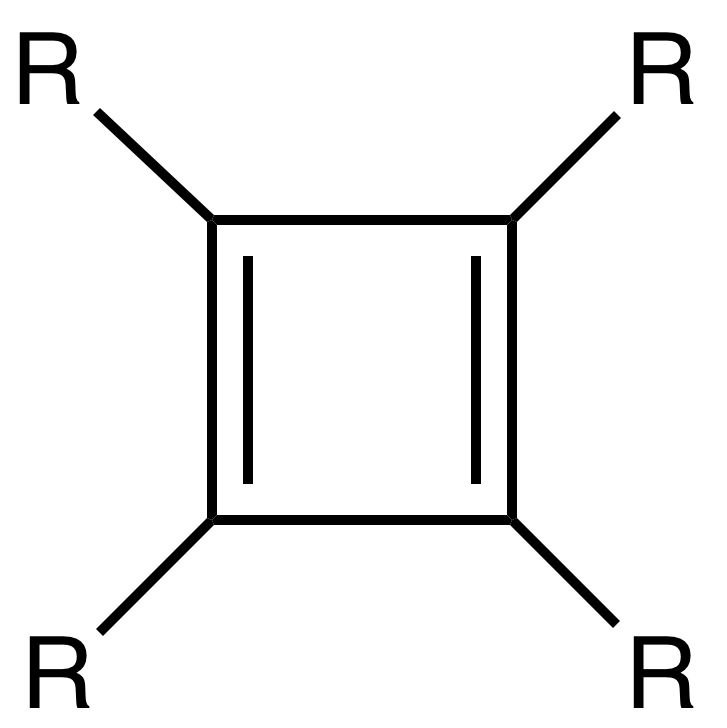
모체 사이클로뷰타다이엔(R=H)은 쉽게 이합체화되지만 R=tert-뷰틸 유도체는 안정적이다.

입체 효과(立體效果, steric effect)는 원자의 공간적 배열에서 비롯된다. 원자가 서로 가까워지면 일반적으로 분자의 에너지가 증가한다. 입체 효과는 이온과 분자의 모양(형태)과 반응성에 영향을 미치는 비결합 상호작용이다. 입체 효과는 분자의 모양과 반응성을 결정하는 전자 효과를 보완한다. 겹치는 전자 구름 사이의 입체 반발력은 반대 전하가 끌어당기고 같은 전하가 밀어내는 방식으로 안정화된 분자 구조를 형성한다.

## 입체 장애

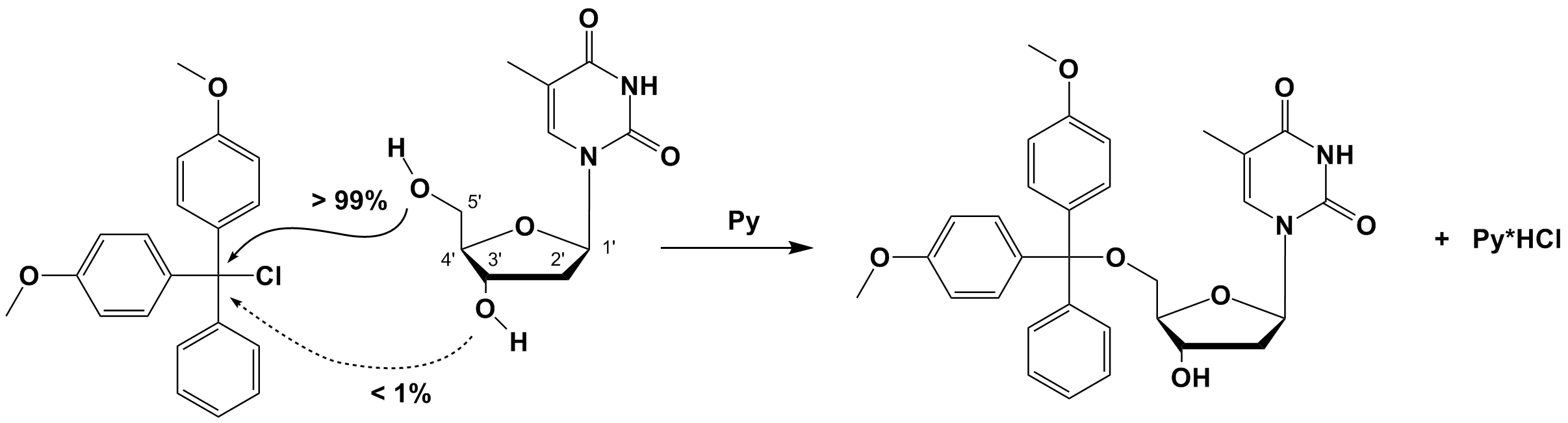
다이메톡시트리티딜기와 리보스 고리로 인한 입체 장애의 결과로 자유로운 2차 3'-하이드록시기 존재 하에 디옥시티미딘의 1차 5'-하이드록실기의 위치 선택적 다이메톡시트리티딜화 (Py = 피리딘).

입체 장애(立體障礙, steric hindrance)는 입체 효과의 결과이다. 입체 장애는 입체적인 부피 때문에 화학 반응이 느려지는 현상이다. 이는 주로 분자간 반응에서 나타나지만, 입체 효과에 대한 논의는 종종 분자내 상호작용에 초점을 맞춘다. 입체 장애는 원치 않는 부반응을 늦추는 등 선택성을 제어하는 데 종종 이용된다.
인접한 그룹 간의 입체 장애는 비틀림 결합각에도 영향을 미칠 수 있다. 입체 장애는 로탁세인의 관찰된 모양과 2,2'-다이치환 바이페닐 및 바이내프틸 유도체의 낮은 라세미화율의 원인이다.

## 입체적 특성 측정
입체 효과는 특성에 지대한 영향을 미치기 때문에 치환기의 입체적 특성은 다양한 방법으로 평가되어 왔다.

### 속도 데이터
화학 반응의 상대적인 속도는 치환기의 입체적 부피 효과에 대한 유용한 통찰력을 제공한다. 표준 조건에서 브로모메테인은 용매화 분해 속도가 네오펜틸 브로마이드보다 107배 빠르다. 이러한 차이는 입체적으로 부피가 큰 (CH3)3C 그룹을 가진 화합물에 대한 공격의 억제를 반영한다.

### A값
A값은 치환기의 부피를 측정하는 또 다른 척도를 제공한다. A값은 단일 치환 사이클로헥세인의 평형 측정에서 파생된다. 치환기가 고리축 방향을 선호하는 정도는 그 부피를 나타내는 척도가 된다.

위 화학 평형에서 유도된 메틸기의 A값은 1.74이다. 메틸기가 고리축 방향을 채택하는 데에는 고리평면 방향에 비해 1.74 kcal/mol의 에너지가 소모된다.

| 치환기   | A값  |
| -------- | ---- |
| H        | 0    |
| CH3      | 1.74 |
| CH2CH3   | 1.75 |
| CH(CH3)2 | 2.15 |
| C(CH3)3  | >4   |

### 한계 온도
한계 온도 ({\displaystyle T_{c}})는 중합체를 구성하는 단량체의 입체적 특성을 측정하는 척도이다. {\displaystyle T_{c}}는 중합 속도와 해중합 속도가 같아지는 온도이다. 입체 장애가 있는 단량체는 낮은 {\displaystyle T_{c}}를 가진 중합체를 생성하며, 이는 일반적으로 유용하지 않다.
| 단량체         | 한계 온도 (°C) | 구조            |
| -------------- | -------------- | --------------- |
| 에틸렌         | 610            | CH2=CH2         |
| 아이소뷰텐     | 175            | CH2=CMe2        |
| 1,3-뷰타다이엔 | 585            | CH2=CHCH=CH2    |
| 아이소프렌     | 466            | CH2=C(Me)CH=CH2 |
| 스타이렌       | 395            | PhCH=CH2        |
| α-메틸스타이렌 | 66             | PhC(Me)=CH2     |

### 원뿔 각

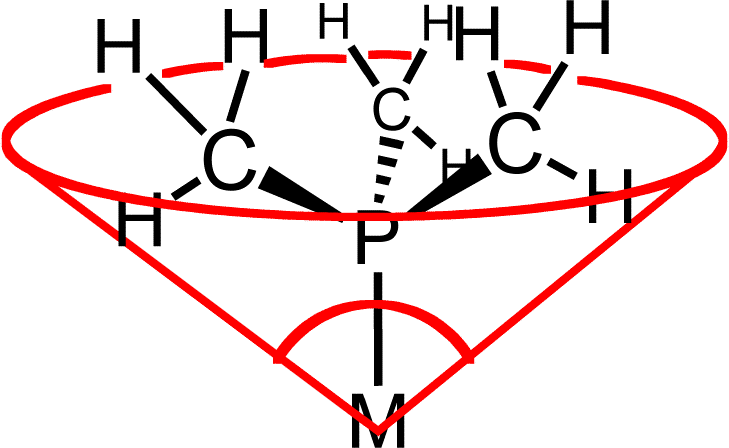
리간드 원뿔 각.

리간드 원뿔 각은 배위 화학에서 리간드의 크기를 측정하는 척도이다. 금속을 꼭짓점으로 하고 수소 원자를 원뿔의 둘레에 놓았을 때 형성되는 입체각으로 정의된다 (그림 참조).
| 리간드            | 각도 (°) |
| ----------------- | -------- |
| PH3               | 87       |
| P(OCH3)3          | 107      |
| P(CH3)3           | 118      |
| P(CH2CH3)3        | 132      |
| P(C6H5)3          | 145      |
| P(cyclo-C6H11)3   | 179      |
| P(t-Bu)3          | 182      |
| P(2,4,6-Me3C6H2)3 | 212      |

## 중요성 및 응용
입체 효과는 화학, 생화학, 약리학에 중요하다. 유기 화학에서 입체 효과는 거의 보편적이며 대부분의 화학 반응의 속도와 활성화 에너지에 다양한 정도로 영향을 미친다. 어떤 경우에는 입체 효과가 분자의 안정성을 보장하는 데 필요하다. 귄터 마이어의 corset effect에서, 부피가 큰 치환기는 분해가 치환기를 더 가깝게 강제하기 때문에 분자 핵을 안정화시킨다. 반대로, 치환기 인력은 분자를 안정화시킬 수 있으며, 이러한 분자를 "분산 안정화"라고 부른다.
생화학에서 입체 효과는 효소와 같이 촉매 부위가 큰 단백질 구조 내에 파묻혀 있을 수 있는 자연 발생 분자에서 종종 이용된다. 약리학에서 입체 효과는 약물이 목표 생체 분자와 어떻게, 어떤 속도로 상호작용할지를 결정한다.

주요 입체 장애 화합물
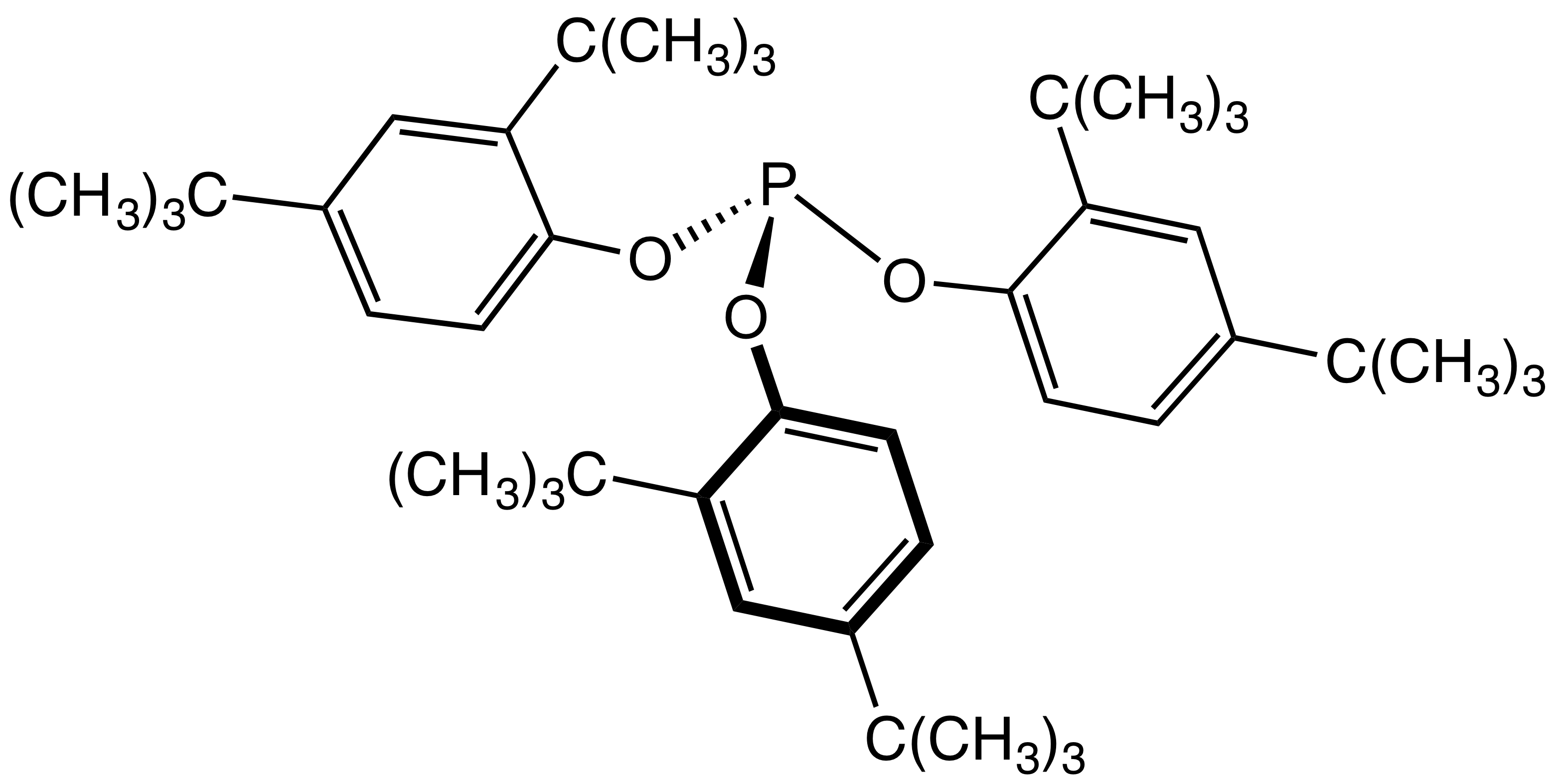
폴리머에서 널리 사용되는 안정제인 트리스(2,4-다이-tert-뷰틸페닐)포스파이트.
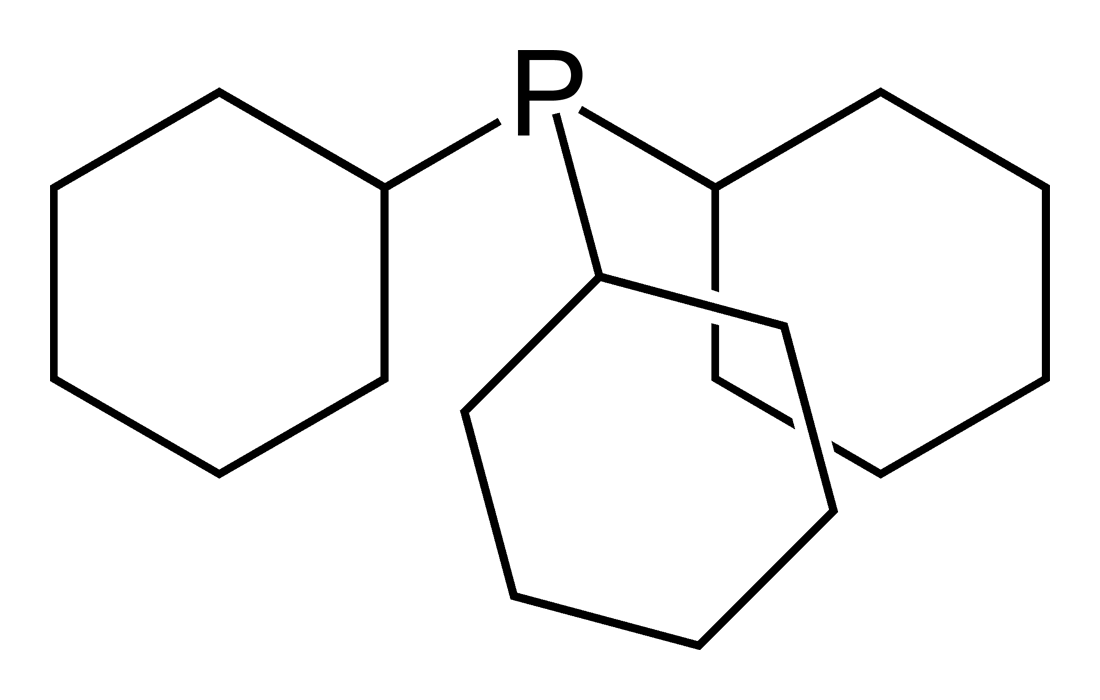
균일 촉매에 사용되는 부피가 큰 포스핀 리간드이며, B(C6F5)3와 함께 고전적인 좌절된 루이스 쌍을 구성하는 트라이사이클로헥실포스핀.
2,6-다이-tert-뷰틸페놀은 석유 화학 제품에서 플라스틱에 이르는 탄화수소 기반 제품의 UV 안정제 및 항산화 물질로 산업적으로 사용된다.[12]
입체 장애 아민 광안정제는 폴리머에 널리 사용된다.[13][14]
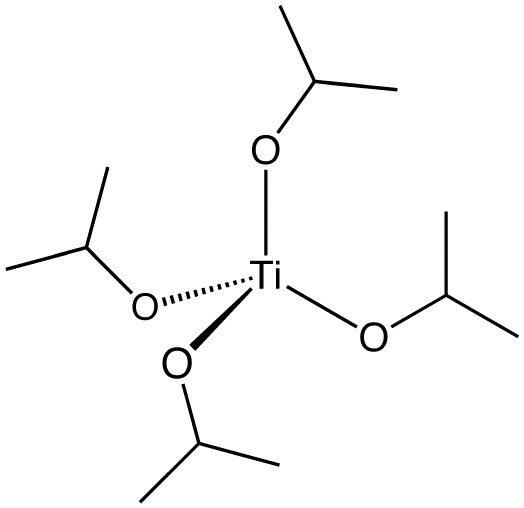
티타늄 아이소프로폭사이드는 단량체이며, 해당 티타늄 에톡사이드는 사합체이다.
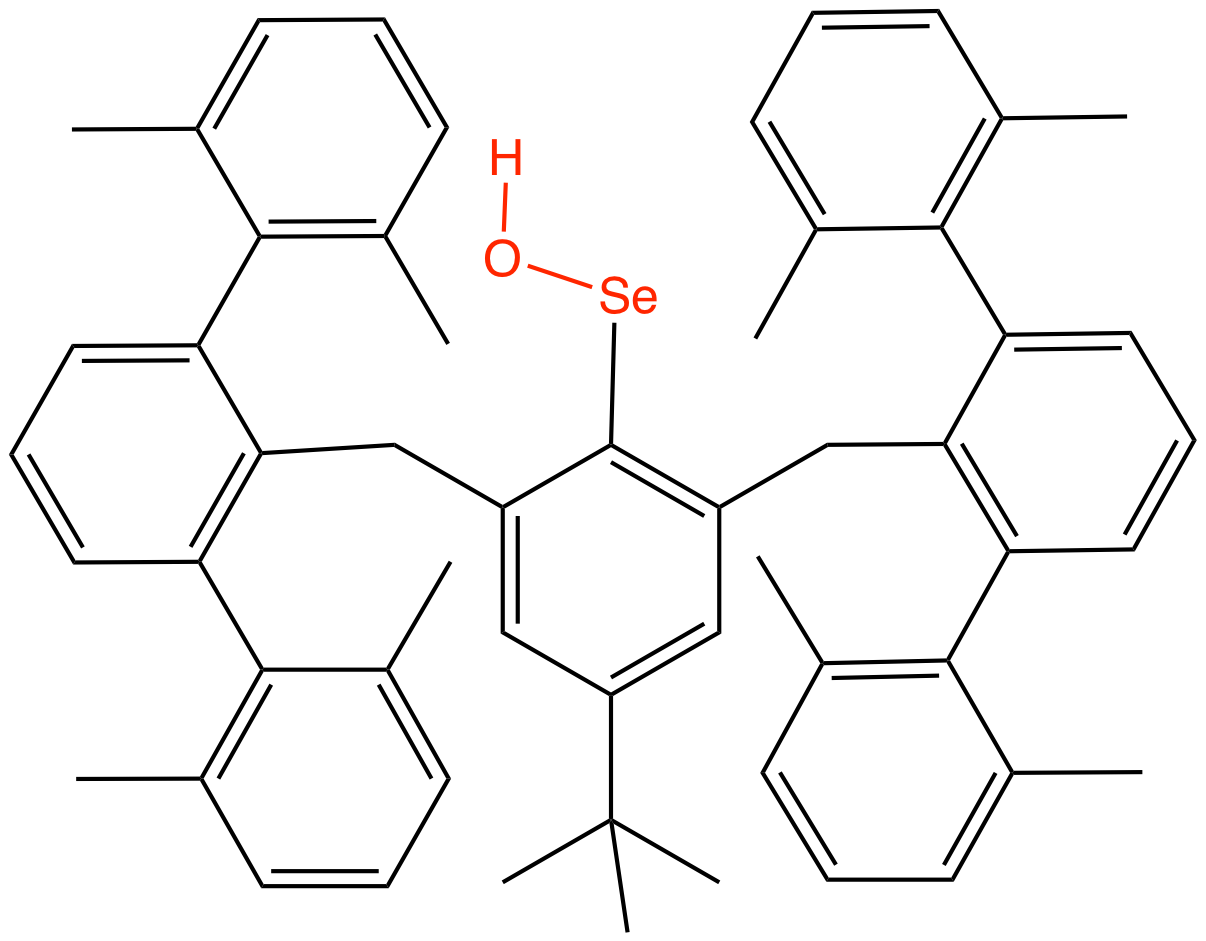
입체 보호로 인해 분리 가능한 셀레네닉 산.

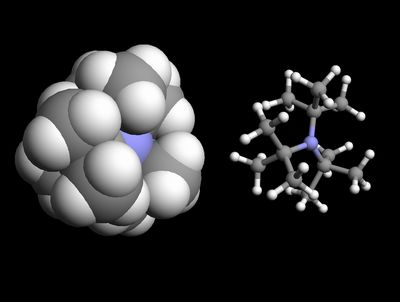
트라이-(tert-뷰틸)아민의 입체 효과는 사알킬암모늄 이온과 같은 친전자성 반응을 어렵게 만든다. 친전자체가 질소의 고립 전자쌍에 의한 공격을 허용할 만큼 충분히 가까이 접근하기 어렵다 (질소는 파란색으로 표시).

## 같이 보기
- 충돌모형
- 분자간 상호작용
- 입체 유도 환원
- 토르페-잉골드 효과에서 입체 장애로 인한 반응 속도 가속
- 판데르발스 변형, 입체 변형이라고도 함